# 톨스토이 참회록
톨스토이 참회록({{llang|ru|Исповедь}, 문자 개혁 이전: Исповѣдь)은 러시아의 문호인 레프 톨스토이의 단편 작품으로 종교와 철학에 관한 것이다.  1879년에서 1880년 사이에 쓴 것으로 그의 50대 초반의 작품이다.

## 내용
톨스토이는 그의 삶 중반에 심각한 문제에 직면하여, 다음과 같은 질문을 던진다. " 만일 신이 존재하지 않는다면 죽을 수 밖에 없는 인간에게 삶의 의미란 무엇인가?"  이 질문을 답할 수 없었던 그는 삶이 "불가능"해 보였다.  
그는 이러한 딜렘마에 대해 네가지 가능한 문제들로 요약한다. 
1. 무지:  만일 누군가가 죽음이 가까오고 있음을 모르고 있다면, 인생은 참을만 하다.  하지만, 그는 무지하지 않았고, 죽음의 현실을 자각하므로 다시 이전의 세계로 돌아갈 수 없다.
2. 에피쿠로스 학파: 에피쿠로스적 삶은 오직 삶을 풍요롭게 사는 소수에게만 가능하고, 대부분의 부요롭지 못한 사람들은 누릴 수가 없다.
3. 자살: 만일 신이 존재하지 않고 죽음이 불가피하다면 왜 죽음을 기다리는가?  자살만이 답이다.
4. 그럭저럭 살아가는 것:  만일 위의 세가지가 아니라면 신이 없이 그저 희망이 없이 사는 것이다.